# Aramees nationalisme

Aramese vlag, geadopteerd in 1982

Aramees nationalisme (Aramees: ܐܡܬܐܢܝܘܬܐ ܣܘܪܝܝܬܐ, Umthonoyutho Suryoyto) of Aramenisme (Aramees: ܐܪܡܝܘܬܐ, Oromoyutho) verwijst naar een nationalistische ideologie binnen het Aramese volk. De ideologie focust zich op het ontwaken, scholen en het verenigen van Arameeërs ongeacht kerkstroming. Aramees nationalisme gaat gepaard met Syrisch (Suryoyo) patriottisme. 
Arameeërs zijn een etnische groep inheems tot Mesopotamië en de Levant. Het inheemse Aramese thuisland ligt binnen de grenzen van het huidige Zuidoost-Turkije, Syrië en Noord-Irak. In de oudheid stond deze regio en het land van de Arameeërs bekend als Aram.
Aramees nationalisme zoekt naar de dialoog met regeringen en opereert via diplomatie. Daarnaast pleit Aramees nationalisme voor erkenning van de etnische Aramese identiteit in haar inheemse thuislanden.

## Achtergrond
Nationalisme was binnen het Aramese volk niet toegestaan omdat de Syrisch-Orthodoxe kerk nationalisme en trots in etniciteit strikt gezien afkeurt. Een voorbeeld is dat zingen in het Aramees tot het eind van de 20e eeuw werd afgekeurd.  

## Ideologie
De ideologie is gebaseerd op het verenigen van de Arameeërs ongeacht kerkstroming. Onderdrukkingen en vervolgingen hebben er toe geleid dat het grootste Arameeërs in diaspora wonen. Om deze reden wordt er ook gefocust op het tegengaan van assimilatie en het in leven houden van de Aramese taal.

## Moderne tijd
De Aramese identiteit wordt over het algemeen aangehouden door leden van alle Syrische kerken. De zelfidentificatie van Syrische christenen als Arameeërs is uitgebreid gedocumenteerd in de Syrische literatuur. 

Wij zijn echter de zonen van Aram en vanuit zijn naam werden wij in de oudheid Arameeërs genoemd
— Alfonse, Mingana, The work of Dionosysius Bar Salibi against the Armenians, in Woodbroke Studies, Vol.4, Cambridge 1931, p. 54

In de moderne tijd zijn Aramese verenigingen in nauw contact met de Wereldraad van Arameeërs (WCA). De Wereldraad van Arameeërs representeert de Arameeërs internationaal. De Wereldraad van Arameeërs (WCA) is de enige NGO binnen het Aramese volk die erkend is door de Verenigde Naties (VN). 
In september 2014 is de Aramese etniciteit erkend in Israel. Sindsdien kunnen Christelijke Arameeërs zich registreren als Arameeërs. In Israel is het ook toegestaan om onderwijs te geven in het Aramees. Na registratie wordt de Aramese etniciteit weergeven op de identiteitskaart. Voor de erkenning werden Arameeërs als Arabieren geregistreerd.